# Stormpålar
Stormpålar är en form av stormhinder, bestående av träpålar som i ett regelbundet mönster slås ner i marken och sedan spetsas i överändan så att spetsen befinner sig en halv till en meter över markytan. De är ofta nedslagna på ett sådant sätt att de lutar mot fienden.